# Reichsmark
Reichsmark (ký hiệu: ℛℳ) là tiền tệ ở Đức từ năm 1924 cho đến 20 tháng 6 năm 1948 tại Tây Đức, nơi nó được thay thế bằng Mark Đức, và cho đến 23 tháng 6 tại Đông Đức khi đó là được thay thế bằng nhãn hiệu Đông Đức. Reichsmark được chia thành 100 Reichspfennig. Đánh dấu là biện pháp cổ xưa Đức cân, theo truyền thống một nửa bảng, sau đó sử dụng cho nhiều tiền kim loại; trong khi Reich, đó là cảnh giới trong Anh, xuất phát từ tên chính thức của quốc gia Đức từ năm 1871 đến năm 1945, Deutscher Reich

## Các biến thể của loại tiền

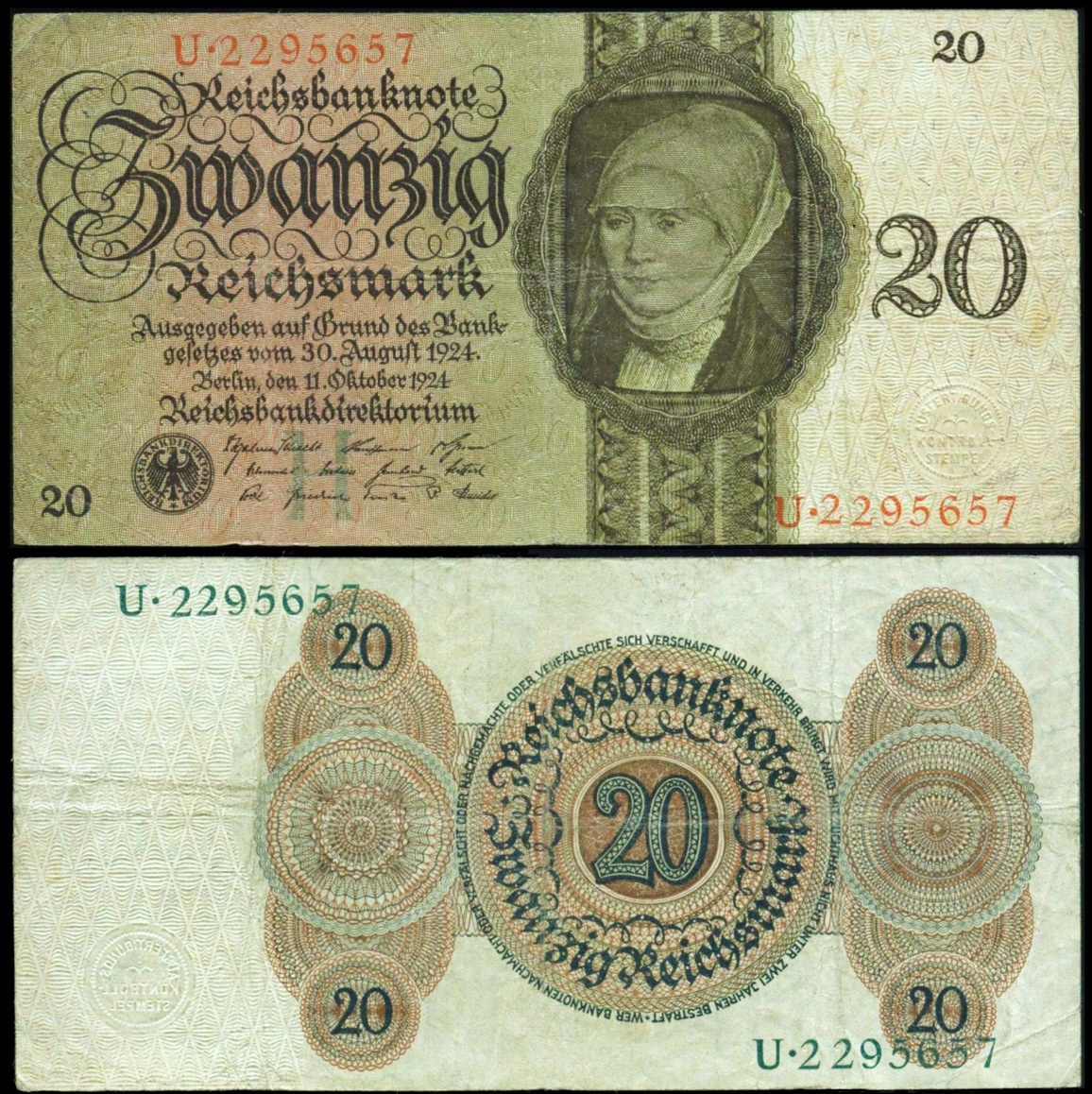
20 RM, 1924
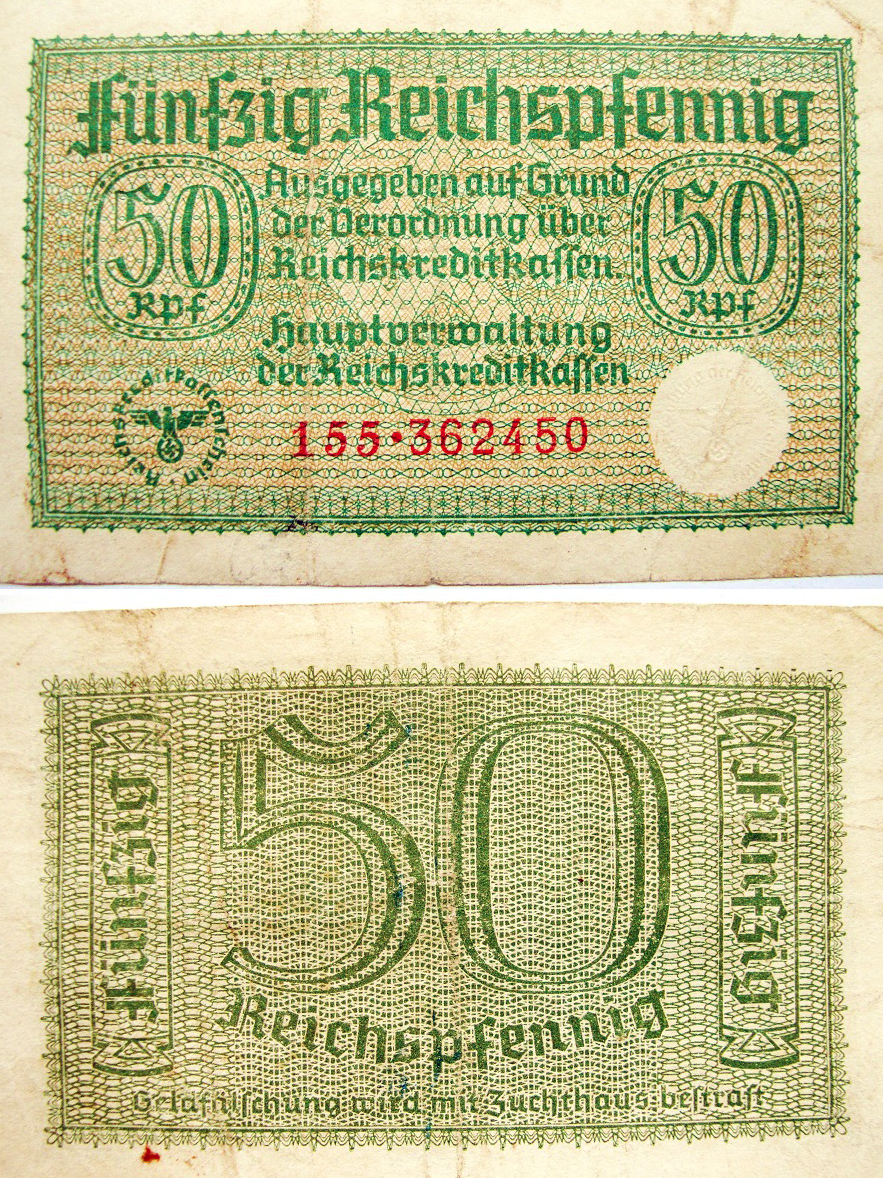
50 Rpf, 1938–1945
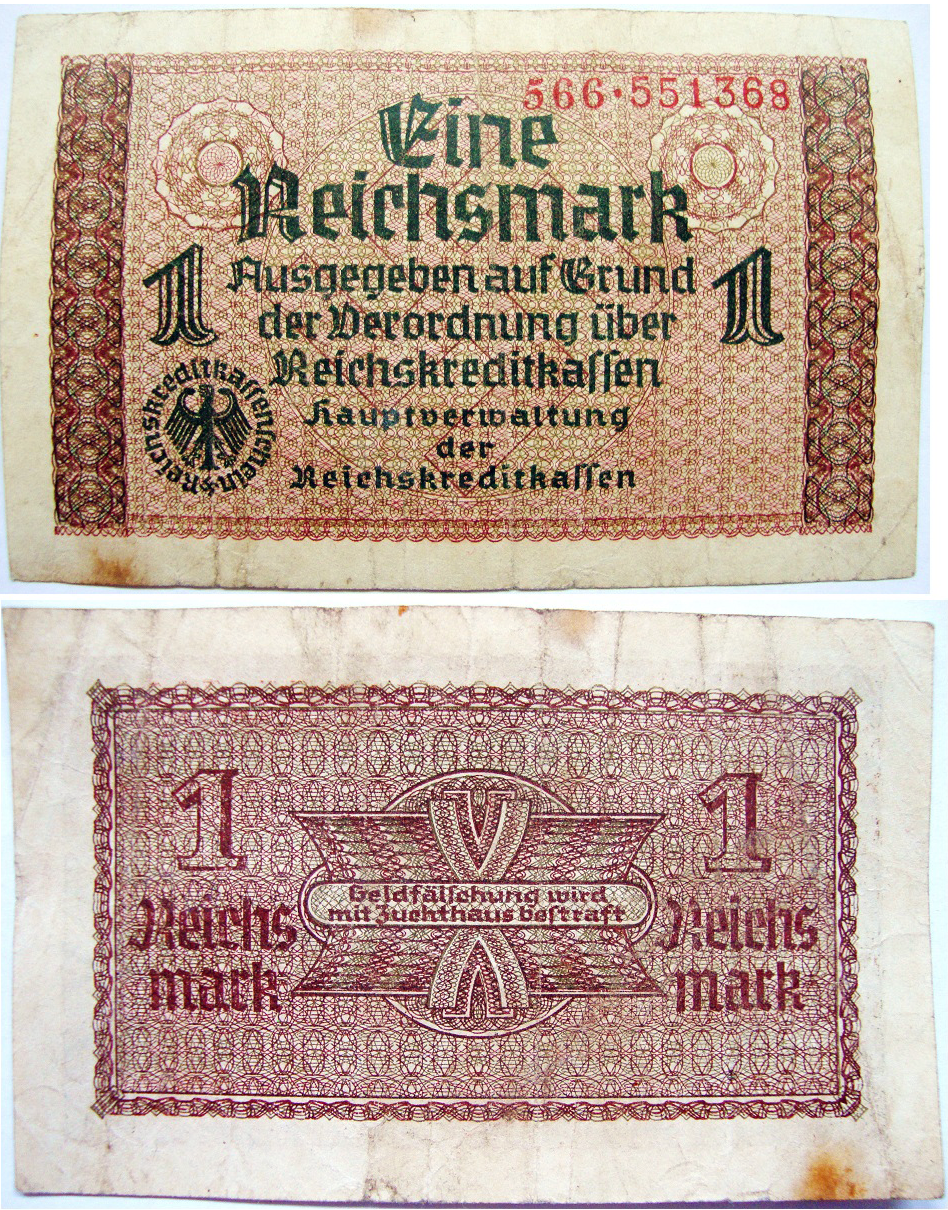
1 RM, 1938–1945
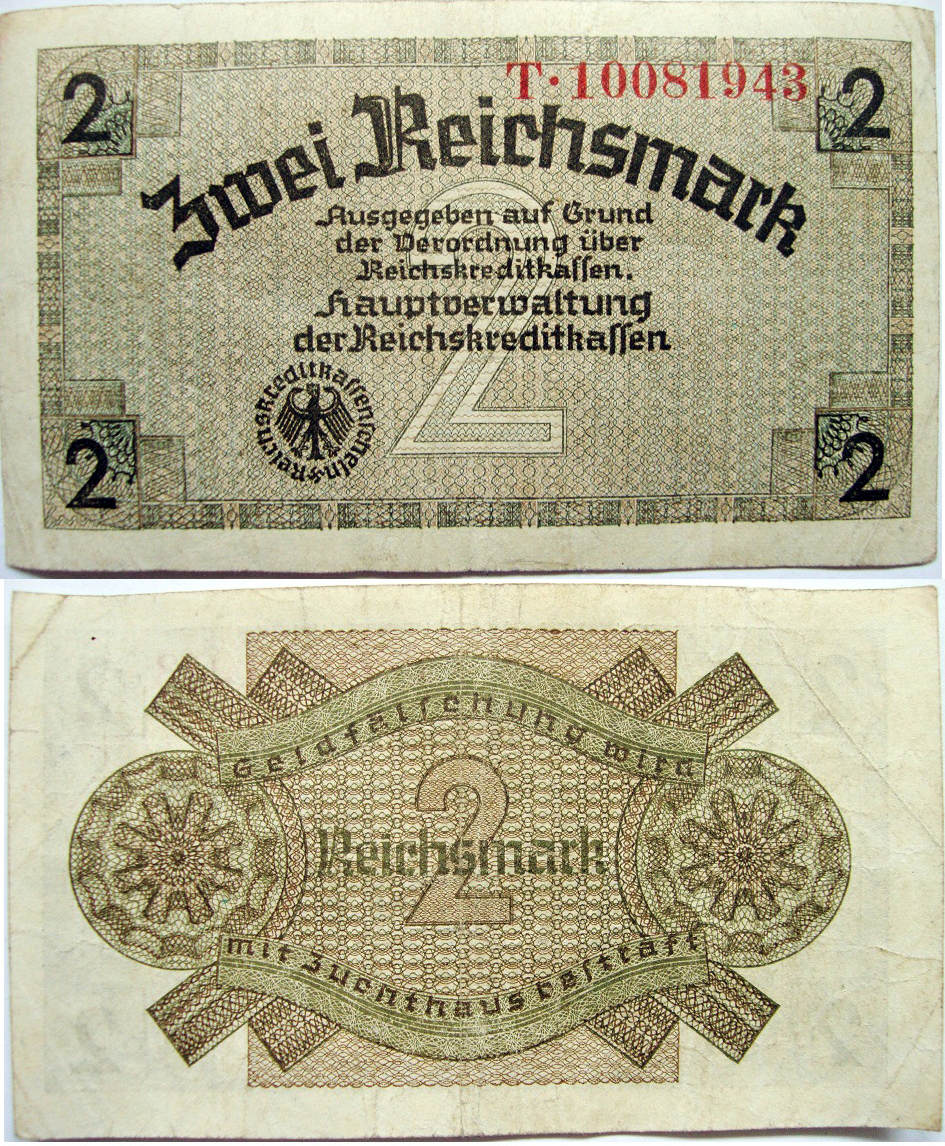
2 RM, 1938–1945
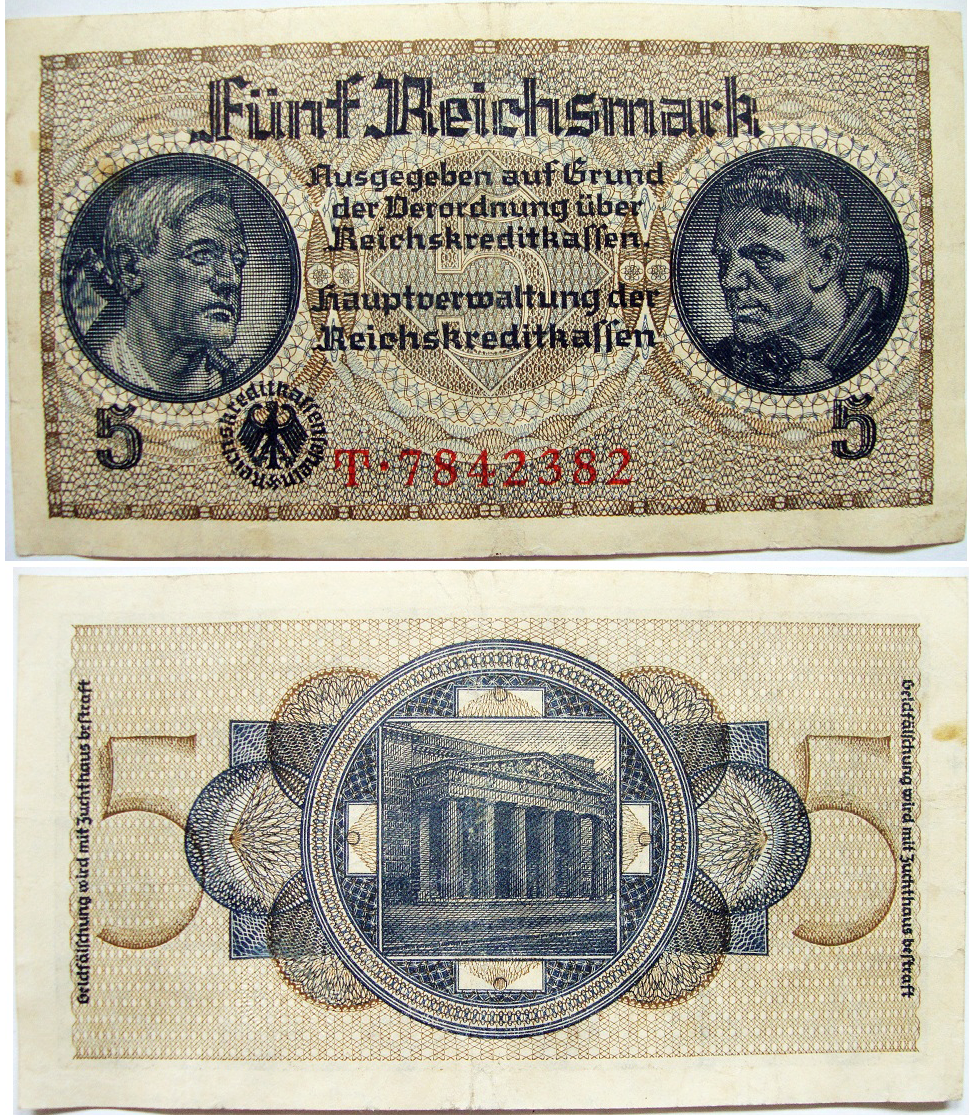
5 RM, 1938–1945
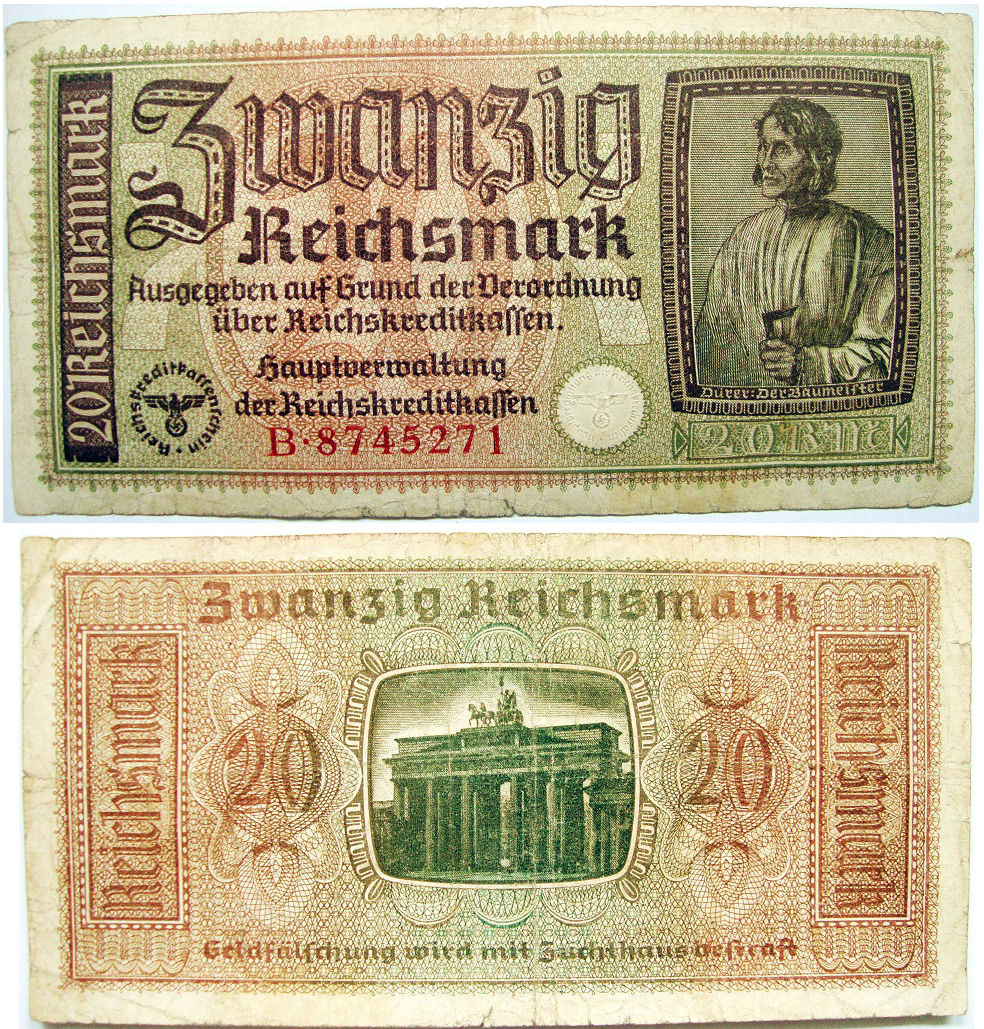
20 RM, 1938–1945
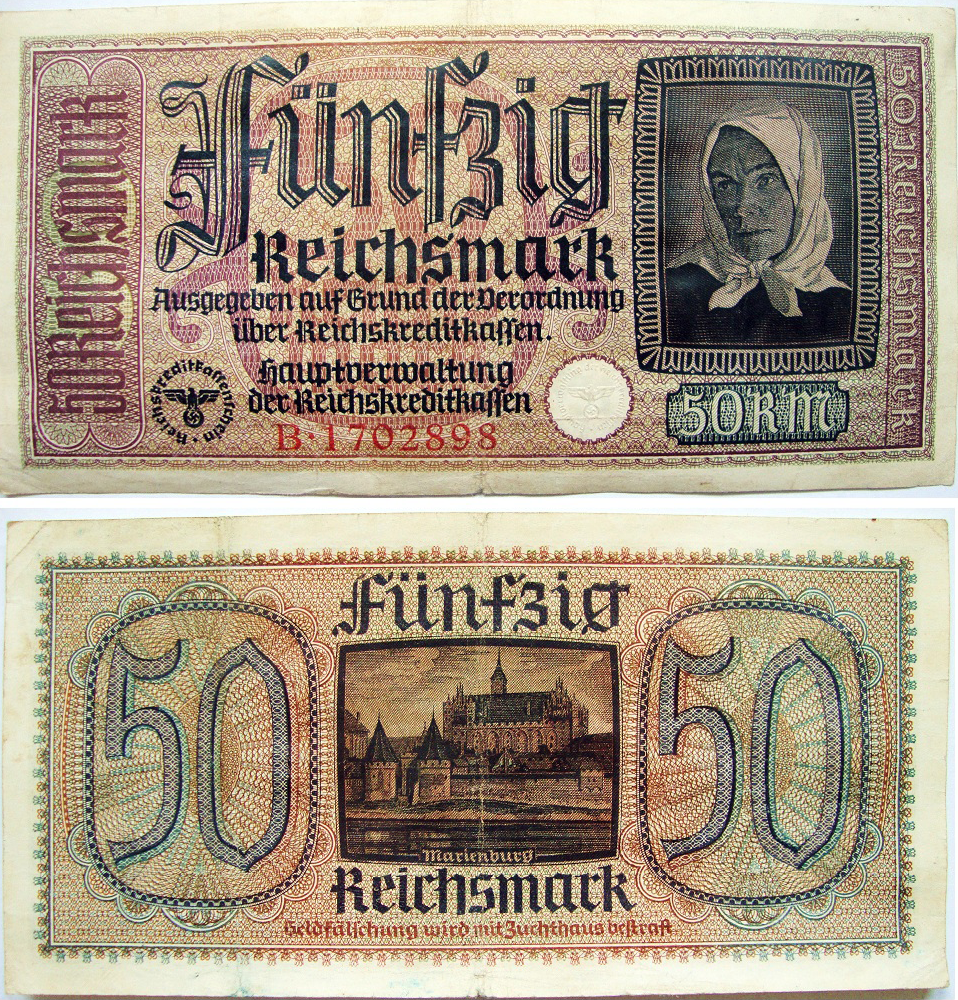
50 RM, 1938–1945